# К'яламі
К'яламі, (з мови зулу Kyalami —Мій будинок) — гоночна траса, розташована в Мідранді, провінція Ґаутенг, ПАР. На трасі проводились змагання найвищого світового рівня, в тому числі етапи Формули-1 Гран-Прі Південної Африки (всього 20 разів), один з яких, 1977 року, запам'яталась аварією, під час якої загинули гонщик Том Прайс та маршал Фредерік Янсен ван Вуюрен. В останні роки територія навколо траси перетворилася на житлове та комерційне передмістя Йоганнесбурга.
Останнім часом К'яламі приймала п'ять разів поспіль раунд чемпіонату World Superbike (1998-2002), потім також у 2009 та 2010, фінал сезону серії Superstars (змагання кузовних автомобілів) в 2009 і 2010 роках, а також Південноафриканський тур серії A1 Grand Prix сезону 2008-09.

## Історія
К'яламі вважається центром автоспорту в Південній Африці. Вона отримала свою назву від ділянки землі на півночі Йоганнесбургу; місцевою мовою сесотро Kyalami означає «мій дім». Бурхлива політична історія Південної Африки призвела до того, що доля К'яламі часто змінювалася протягом багатьох років.
Ідея місця для автоспорту неподалік від Йоганнесбургу вперше виникла в групи місцевих ентузіастів на початку повоєнних років, які сподівалися знайти альтернативу застарілій Grand Central Circuit. Новий, більший об'єкт міг вмістити більшу кількість глядачів та надати їм відповідний рівень комфорту, а спортсменам — сучасний рівень техніки безпеки. Він також мав витіснити Іст-Лондон (Кейптаун) як ведучий трек країни.
Провідний гонщик країни Алекс Блігнаут, сам родом з Йоганнесбургу, провів поглиблене дослідження можливості будівництва траси, розрахував рівень необхідних інвестицій, а також потенційні прибутки, які можливо отримати. Була виділена земельна ділянка в районі Альбертон, на якій почались проектні роботи. Тим не менш, пізніше було запропоновано альтернативне місце в районі Барангванат, і це завело проект в глухий кут.
Прагнучи прискорити роботи, мер Йоганнесбурга, Дейв Мараїс, втрутився і запропонував провести зустріч між усіма зацікавленими сторонами. Таким чином, в січні 1961 року було проведено першу робочу зустріч в готелі Kelvin, де було створено Південноафриканський Мотогоночний клуб (англ. South African Motor Racing Club). Президентом було обрано Френсіса Такера, а Блінгнаут став секретарем клубу.
Група розглянула ряд потенційних місць по всьому місту, а самі Такер з Блінгнаутом віддали перевагу К'яламі, розташованій в горбистій місцевості на відстані 15 миль від центру міста.

Первісна конфігурація траси, яка використовувалась до 1988 року

Клуб забезпечив собі ряд довгострокових спонсорських угод, після чого члену клубу Базілу Ріду було доручено здійснювати нагляд за проектуванням і будівництвом траси. Він дослідив досвід провідних треків світу за матеріалами, які йому надала компанія Shell, за якими вирішив відштовхуватись від наявного ландшафту. Також при виборі конфігурації траси він прагнув максимально врахувати інтереси глядачів. Зрештою він вибрав конфігурацію, яка вилася вниз по схилу вздовж довгої прямої, після чого поверталась назад крутим поворотом і меншими віражами піднімалась вгору до початкової точки.
Будівництво було завершено в жовтні 1961 року і вже в листопаді К'яламі відбулись перші змагання. Відвідуваність траси була величезною — далася взнаки близькість до Йоганнесбургу, Преторії та Вітватерсранду. Глядачі залишалися враженими виглядом з трибун — принаймні дві третини треку бути видно з більшості місць.
У період 1961-1966 років К'яламі стала основним місцем проведення змагань національного рівня. Також в цей період відбулись деякі її поліпшення, зокрема були зведені криті трибуни. Нарешті, було оголошено, що етап Формули-1 Гран-Прі Південної Африки у сезоні 1967 переміститься на К'яламі з Іст-Лондона.
Візит чиновників CSI (попередника нинішньої FIA) підтвердив загальну придатність траси, але рекомендував розширити трек, щоб привести його у відповідність з міжнародними нормами. Південноафриканський Мотогоночний клуб скористався загальним настроєм оптимізму на забезпечення гонки, проштовхнувши більшу програму робіт. Більшість полотна була розширена до 12 метрів, а головна пряма стала ще ширшою — 13,3 метри. Через це центральна трибуна була демонтована і перенесена дальше від траси, паддок та піт-лейн були повністю перероблені. Також було перекладено асфальтне покриття, оскільки старе було занадто важким для гоночних шин.
К'яламі стала улюбленою трасою серед команд та гонщиків. В основному, вона приймала дебютну гонку сезону. Зазвичай гарна погода зробила К'яламі основним місцем зимових тестів команд.
На трасі відбулось багато яскравих гонок. Так, під час Гран-Прі-1976 Нікі Лауду та Джеймса Ханта на фініші розділило всього 1,3 секунди. У 1978 році Ріккардо Патрезе майже виграв гонку для нової команди Arrows. В 1985 році Найджел Менселл здобув свою другу перемогу, коли його напарник Кеке Росберг розвернувся на нафтовій плямі.
У 1983-1985 роках траса 3 рази приймала етап чемпіонату світу з шосейно-кільцевих мотоперегонів MotoGP Гран-Прі Південної Африки.
До середини 1980-х років на перший план вийшло питання погіршення політичної ситуації в Південній Африці. Французький уряд заборонив командам Renault і Ligier брати участь у гонці 1985 року в рамках кампанії боротьби проти політики апартеїду. Після цього, коли зростання рівня насильства в країні призвело до оголошення надзвичайного стану, який тривав до 1990 року, міжнародний автоспорт повністю залишив Південну Африку.
На К'яламі стали відбуватись змагання лише національних серій, і, з часом, стан об'єкту став погіршуватись. До того ж, далося взнаки збільшення Йоганнесбургу, що втілилось в урбанізації прилеглих територій. Зростання міста докотилось і до території, яку займала К'яламі. Зростання вартості землі поставило питання про доцільність існування траси: розглядалась можливість її забудови житловою та комерційною нерухомістю.
У 1988 році був оголошений план порятунку гонках К'яламі. Він полягав у продажі частини земельної ділянки, ближчої до міста, а виручені кошти планувалось спрямувати на будівництво нового кільця нижче по схилу. Велика частина старого кільця була зруйнована, але та частина, що залишилась, увійшла до нового треку. Нова конфігурація також мала перепад висот та була цікавою як для спортсменів, так і для глядачів. 

Конфігурація траси 1990 року

Міжнародні змагання повернулися на К'яламі в 1990 році проведенням гонки німецького кузовного чемпіонату DTM. Політичний підтекст залишався ще доволі сильним завдяки продовженню апартеїду. Міністр закордонних справ Пік Бота привітав німецькі команди, заявивши, що це був початок відкриття дверей в Південну Африку з західного світу. Пізніше, в тому ж році, команда Williams провела тести на новому треці, наступної зими до неї приєднались Benetton, Brabham і Tyrrell.
Позитивні відгуки команд і зміни політичної ситуації після закінчення апартеїду привели до нової спроби відновити змагання Формули-1, Гран-Прі К'яламі. З метою приведення траси до стандартів F1 була проведена невелика реконструкція, яка стосувалась розширення південної частини треку, будівництва паддоку та загороджувальних конструкцій.
Робота була винагороджена включенням К'яламі в календар сезону 1992 року. Перемогу в гонці здобув Найджел Менселл на Вільямсі. Гонка сезону 1993 виявилася багатою на події, коли в кінці гонки гроза затопила трасу, що призвело до великої кількості зупинок та аварій, Ален Прост став переможцем.
У сезоні 1992 К'яламі знову прийняла етап серії MotoGP. Це була остання гонка в календарі чемпіонату і на ній вирішувалась доля чемпіонства в «королівському» класі. Вейн Рейні закінчив гонку третім, і втретє став чемпіоном світу, а Мік Дуейн, який до цього був лідером чемпіонату, фінішував 6-им, і це був перший випадок у 43-річній історії MotoGP, коли чемпіоном став спортсмен, який до фінальної гонки не був лідером у загальному заліку.
Фінансові проблеми та арешт промоутера гонки за звинуваченням у шахрайстві призвів до того, що гонка 1993 року стала останньою для К'яламі. У тому ж році траса була придбана Південно-Африканською автомобільною асоціацією. К'яламі знову стала місцем проведення лише національних змагань.
До кінця 1990-х економіка Південної Африки набрала потужності і К'яламі знову стала розглядатись як місце проведення міжнародних змагань. У 1998 році на трасі відбувся етап мотогоночної серії World Superbike і відтоді він проводився щороку до 2002.
До кінця десятиліття політичні вітри знову змінилися, і, в спробі збільшити потік туристів та інвестицій в регіон, уряд провінції Ґаутенг уклав ряд угод з A1GP, World Superbike і Superstars Touring Car для проведення гонок на К'яламі починаючи з 2009 року.
У липні 2014 року легендарна траса була придбана німецьким автовиробником Porsche за приблизно 19,5 млн. $.